# Libellus Hormisdae

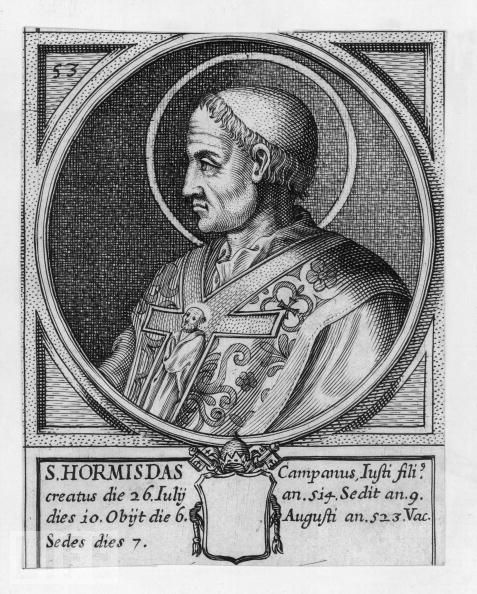
Папа Гормизд

Libellus Hormisdae, formula Hormisdae (формула Гормизда) — вероучительная формула папы римского Гормизда, подписанная им в 515 году и призванная преодолеть акакианскую схизму, разделявшую с 484 года восточную и западную части христианского мира. После принятия в 519 году этой формулы императором Юстином I и патриархом Константинопольским Иоанном II единство сторонников Халкидонского собора на Западе и Востоке было восстановлено. Попытки заставить восточных не-халкидонитов принять либеллус привели к обострению напряжённости в Антиохийском и Александрийском патриархатах.
Подписание Libellus Hormisdae было только первым шагом, предпринятым Юстином и его племянником Юстинианом для восстановления религиозного мира. Уже в 519 году стало ясно в связи в вопросом о «теопасхистской формуле» «скифских монахов», что отношения между Римом и Константинополем стали непростыми. По мнению В. М. Лурье, с VI века и от папы Гормизда начинается «прямая линия к Великому расколу 1054 г., когда главным догматическим спорным вопросом будет христология (в её связи с триадологией), и когда Константинопольская церковная власть официально обвинит Рим ни в чём ином, как в приверженности тем христологическим заблуждениям, которые обнаружились у Римских пап в VI веке…».
Текст либеллуса сохранился в сборнике папских документов Collectio Avellana (116b). Его тезис о том, что в Риме «истинная вера» существовала непрерывно, был использован в энциклике Satis Cognitum папы Льва XIII, выпущенной в 1896 году.

## Предыстория
Деятельность папы Гормизды, избранного в 514 году, была связана с преодолением последствий церковного раскола, вызванного изданием в 482 году «Энотикона» императора Зенона. Первые шаги нового понтифика были направлены на устранение возникшей в Западной церкви в результате вмешательства Зенона и Анастасия «симмахианской (лаврентиевской) схизмы».
Гораздо больше проблем доставляло взаимодействие с восточными единоверцами, церковное общение с которыми было прервано в правление патриарха Акакия. Ещё при жизни Симмаха группа восточных епископов обратилась к папе, взывая к его авторитету против усиливающегося влияния монофизитов. Папа условием такой поддержки поставил осуждение Акакия, однако восточные не были готовы пойти на это. В то же время в Византии, воспользовавшись недовольством монофизитской политикой Анастасия, военачальник Виталиан начал восстание. Среди требований восставших было признание Халкидонского собора и восстановление единства с Римом. Виталиан собрал многочисленных сторонников и, появившись под стенами Константинополя с большой армией, разбил посланного против него Флавия Гипатия, племянника императора, в результате чего Анастасий был вынужден вступить в переговоры. Одним из условий Виталиана был созыв собора в Гераклее Фракийской, приглашение на него папы и поручение последнему решение спорных вопросов в Константинопольском патриархате и других диоцезах для преодоления раскола. 28 декабря 514 года Анастасий написал послание папе, приглашая его на собор 1 июля следующего года. Затем послание было передано Виталиану, посланцы которого доставили письмо в Рим. Желая затянуть переговоры и не собираясь выполнять принятые обязательства, Анастасий написал 12 января 515 года другое письмо, в котором, сетуя на неуступчивость предшественника папы, император просил папу о посредничестве. Второе письмо прибыло в Рим раньше первого, и 4 апреля Гормизд ответил, выразив удовлетворение стремлением к миру и в то же время почтение к своим предшественникам. 14 мая было доставлено первое письмо и, после переговоров и созыва синода в Риме, 8 июля папа в ответном письме объявил об отправке своего посольства в Константинополь. Послам были выданы подробные инструкции и либеллус, выражающий позицию, на основе принятия которой папа считал возможным восстановление мира.
В это же время собравшиеся 1 июля в Гераклее 200 епископов не смогли прийти к согласию.

## Формулировка и смысл
Либеллус Гормизда, первый вариант которого был подписан 11 августа 515 года, является кратким, но ёмким документом. Провозглашая верность Халкидонскому Символу веры с точки зрения римской церкви, Либеллус анафематствует, фактически, всё послехалкидонское восточное богословие. Он устанавливает ересиологическую последовательность от Евтихия и Диоскора с последующими патриархами Константинополя, Александрии и Антиохии. Документ предписывал не называть имена этих еретиков с алтаря во время евхаристии и удалить эти имена из церковных диптихов. В то же время формулировка либеллуса позволяла распространить соучастником названных ересиархов любого епископа, не согласного с положениями документа.
С другой стороны, цитируя слова из Евангелия от Матфея (16:18) «Ты Петр и на сем камне Я создам Церковь Мою, и врата ада её не одолеют. И дам тебе ключи Царства Небесного; а что свяжешь на земле, то будет связано на небесах, а что разрешишь на земле, то будет разрешено на небесах», Гормизд проводил линию православия в Риме от апостола Петра. Противопоставление, что еретик Несторий занимавший кафедру Константинопольского патриарха, был осуждён на Эфесском соборе «святым Селестином, папой города Рима, и Кириллом, предстоятелем города Александрии», было призвано подчеркнуть нестойкость Константинопольского престола в вопросах веры. При этом, помещая Кирилла, сыгравшего основную роль в деятельности Эфесского собора, после Целестина, папа косвенно принижал роль первого. Следующая фраза, связывающая Евтихия, архимандрита из Константинополя, и Диоскора, бывшего патриархом Александрийским, при том, что только Евтихий был явно обвинён в ереси, не оставляет сомнений, что только Рим всегда придерживался истинной веры.
Далее в документе анафематствуются восточные патриархи — александрийские «убийца» Тимофей Элур и Пётр Монг, антиохийский Пётр Сукновал и константинопольский Акакий. Поскольку вместе с ними осуждаются все, кто пребывал с ними в общении, можно считать, что либеллус отрицает весь послехалкидонский период истории на Востоке. В этом Гормизд следовал папе Феликсу III, который запретил в 484 году православным монахам в Константинополе общение с константинопольской церковью, пока не будут официально осуждены Пётр Монг и Акакий. Преемник Феликса, Геласий I также полагал, что Тимофей Элур, Пётр Монг и Пётр Сукновал были осуждены апостольским престолом. Осуждение Акакия, обвинявшегося в общении с признавшим «Энотикон» Монгом, вызывало особенное раздражение у преемников Акакия, считавших, что для низложения патриарха требуется решение собора. Позиция Рима в этом вопросе состояла в том, что достаточно осуждение собором ереси в целом, что и было сделано Халкидонским собором.
При этом в либеллусе ничего не было сказано о не-халкидонских последователях Монга и Элура, поскольку в этой связи в вину апостольскому престолу мог быть поставлен имевший место в 497 году эпизод, когда папские посланцы приняли в Александрии для передаче папе Анастасию II копию «Энотикона», вступив таким образом в сношения с еретиками. Не упоминаются также имена последователей Монга и Элура — ни патриарх Константинопольский Тимофей I Литровул, ни Антиохийский патриарх Севир, что может быть объяснено сильным желанием Гормизда заключить мир и нежеланием ставить под угрозу свою цель, включая в список еретиков иерархов, пользующихся благосклонностью императора.
В заключении требовалось признание послания папы Льва I (лат. Epistola XXVIII ad Flavianum), адресованное Второму Эфесскому собору в 449 году, равно как и все прочие письма по вопросам веры, когда-либо им написанные.
Текст формулы сохранился в послании, адресованном Гормиздом епископам вестготского королевства. В нём Гормизд объяснял, что они должны делать, если кто-либо из восточных священнослужителей захочет быть допущенным до причастия.

## Хронология

### Первое посольство. 515 год
Среди документов, собранных в Collectio Avellana, сохранились подробные инструкции (лат. Indiculi) папы Гормизды послам, отправленным в Константинополь в 515 и 519 годах. Несмотря на то, что подобные контакты не были редкостью, только эти инструкции сохранились до наших дней. Первое посольство, отправившееся в путь в августе 515 года возглавляли Магн Феликс Эннодий, епископ Павии и Фортунат, епископ Катании.
Инструкции 515 года длиннее и подробнее тех, которые были выданы второму посольству. В первую очередь, в них Гормизд предписывал своим легатам деликатным образом внушить императору представление о шаткости его положения. Одновременно с письмом к Анастасию, папа написал второе, секретное письмо к Виталиану. Значительную часть лат. Indiculus'а 515 года занимают инструкции о том, что это второе послание должно быть обнародовано не ранее, чем посланцы предстанут перед императором и им будет позволено говорить. В случае, если бы император согласился признать Халкидонский собор и послание Льва, легаты должны были выразить великую радость и поцеловать Анастасия. Столь же подробно расписаны гипотетические дебаты, которые по мысли Гормизды, могли последовать в ходе аудиенции. Так, если бы император спросил, признают ли они патриарха Тимофея, назначенного Анастасием в 511 году взамен смещённого Македония и осудившего по требованию Александрийского патриарха Иоанна Никиота Халкидонский собор, посланцы должны были отвечать, что есть два претендента на эту кафедру, и что вопрос этот должен быть решён после восстановления церковного единства.
Гормизд также предполагал, что его посланцы встретятся с восточными епископами. С теми из них, которые будут расположены благожелательно и согласятся принять либеллус, допускалась возможность вступления в общение. Послы могли до определённого предела воспользоваться предложенным им гостеприимством (лат. hospitalitas), жильём и транспортом — отказ мог спровоцировать враждебность и воспрепятствовать их миссии. При этом предписывалось отвергать любые предложения пищи или приглашения к совместному проживанию (лат. convivio). Давались и другие указания по поведению в различных ситуациях, большая часть которых не соответствовала принятому в то время протоколу, известному нам по описанию в трактате «О церемониях».
Легатам поручалось добиться всенародного (лат. praesente populo) оглашения либеллуса или, если не получится, то только в присутствии священнослужителей. После этого легаты должны были просить императора сообщить патриарху, что тот должен объявить своё исповедание веры, соответствующее либеллусу, а затем то же должны были сделать остальные епископы.
Поскольку Анастасий, согласившись признать Халкидонский собор и осудить Евтихия и Нестория, отказался анафематствовать Акакия, папское посольство 515 года было вынуждено вернуться в Рим не достигнув поставленных целей. Из восточных епископов только Иоанн Никопольский и подчинённые ему епископы Эпира подписали либеллус, вызвав этим неудовольствие фессалоникийского архиепископа Дорофея. Вскоре после этого Анастасий отозвал сделанные под давлением Виталиана предложения и военные действия против мятежников возобновились, а четыре иллирийских епископа, подписавших либеллус, были изгнаны.

### Обмен посольствами и разрыв отношений. 516—517 годы
В середине следующего года, надеясь, что государственные мужи более способны к достижению согласию, чем церковные, Анастасий отправил в Рим Феопомпа, comes domesticorum — начальника своей стражи и Севериана, comes consistorii (комит консистория). Послы должны были вручить два письма — одно папе, другое сенату Рима, содействие которого требовалось для убеждения короля Теодориха Великого и понтифика для проведения совместной работы по достижению религиозного мира. Под влиянием Гормизда ответом сената был отказ от объединения до тех пор, пока имя Акакия содержится в диптихах. Со своей стороны Гормизд добавил к ответу, что «совершенно не требуется, чтобы его уговаривал сенат, и он сам припадает к стопам императора, умоляя его о защите мира и Церкви».
В феврале 517 года Гормизд написал императору возмущённое письмо по поводу лживости греческой веры, однако уже в апреле он решил вновь отправить послов в Константинополь. В этот раз были посланы епископы Еннодий Павийский и Перегрин Мизанский. Им были даны письма, содержащие условия, на которых могло быть восстановлено единство с восточной церковью, для вручения императору, патриарху, епископам, а также монахам и жителям города. Согласно Liber Pontificalis, Анастасий отказал послам в их требованиях и пытался подкупить их, после чего на ненадёжном судне отправил их обратно, запретив приставать к берегу.
Резкое ответное письмо Анастасия прекратило отношения между Константинополем и папским престолом до следующего царствования. В этом послании, отправленном Анастасием 11 июля 517 года, император писал: «Отныне мы должны прекратить наши просьбы, полагая абсурдным выказывать молитвенную почтительность тому, кто надменно отказывается даже внимать мольбам. Мы можем снести оскорбление и презрение, но мы не можем позволить собой командовать».

### Изменение религиозной политики при Юстине I. 518 год

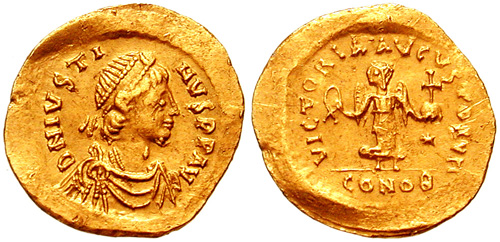
Монеты Юстина I

В ночь с 8 на 9 июля 518 года престарелый Анастасий скончался, не оставив распоряжений о наследнике, и после непродолжительной смуты императорский трон занял приверженец Халкидонского собора Юстин. Новый император принял государство, находящееся в сложном положении с религиозной точки зрения. В Египте александрийские патриархи в два предшествующие царствования приобрели значительное могущество, а для населения Египта монофизитство стало не только национальной верой, но и символом их политической отчуждённости от Римской империи. В Сирии монофизитство было менее распространено, однако в этой провинции был особенно активен глава монофизитов того времени Севир Антиохийский. Также в Сирии и Месопотамии продолжала существовать многочисленная община несториан, последователей осуждённого на Третьем Вселенском Соборе в 431 году учения. На Западе существование рядом с папским престолом арианского Остготского королевства создавало деликатную и сложную проблему.
В формировании новой религиозной политики, призванной положить конец успехам монофизитов, в правление малограмотного Юстина определяющую роль играл его молодой и хорошо образованный племянник Юстиниан и, до своего убийства в 520 году, Виталиан. Назначенный за три месяца до смерти Анастасия Константинопольским патриархом Иоанн II не успел выразить каким-либо образом своих предпочтений и потому оставался для папы Гормизда приемлемой стороной в переговорах. С другой стороны, поскольку он был назначен Анастасием, монофизиты подозревали в нём сочувствие своей вере. Прошедшие 15 и 16 июля массовые выступления жителей Константинополя у Собора Святой Софии, требовавшие осуждения Нестория и Севира, внести в диптихи четыре собора, патриархов Евфимия, Македония и папу Льва привели к тому, что патриарх и присутствовавшие в это время в столице епископы были вынуждены публично выразить халкидонитские взгляды. Окончательное решение этого вопроса было отложено до собора, который состоялся 20 июля.
В соборе, который прошёл под председательством Феофила, епископа Гераклеи, приняли участие 43 или 44 епископа из Константинополя и его окрестностей. Синод рассмотрел требования народа и счёл их справедливыми и, без длительных дискуссий было утверждено решение, состоящее из пяти пунктов:
1. Имена патриархов, умерших в изгнании, Евфимия и Македония, должны быть восстановлены в списке Константинопольских патриархов, всё, что делалось против них должно быть отменено, а их останки перенесены в Константинополь;
2. епископы, осуждённые и изгнанные по делу Евфимия и Македония, должны быть возвращены на свои кафедры;
3. Никейский, Константинопольский, Эфесский и Халкидонский соборы должны быть внесены в диптихи;
4. имя папы Льва должно быть внесено в диптихи с теми же почестями, что и имя Кирилла Александрийского;
5. предание анафеме Севира Александрийского[41][42].

Пятый пункт был оформлен отдельным документом и подписан 26 представителями Антиохийской церкви. Копии декрета собора были направлены патриархом Иоанном другим влиятельным иерархам, из которых до нашего времени сохранилось два послания, адресованные Иоанну, патриарху Иерусалима и Епифанию, епископу Тира. В ответ на эти послания, был проведён ряд поместных соборов — в августе 518 года в Иерусалиме, в Тире и в провинции Сирия Секунда. Все они, с незначительными региональными вариациями, осудили монофизитство, после чего с доктринальной точки зрения дело восстановления церковного единства с Римом можно было считать оконченным.

### Формальное примирение. 519 год
Уже в начале августа 518 года, спеша добиться примирения с Гормиздом, Юстин направил в Рим письмо, в котором сообщал о своём избрании и просил папу молитвами укрепить начало своего правления. 7 сентября ещё три письма были отправлены из Константинополя через комита (лат. sacri consistorii comes) Гратуса, который доставил их в Рим 20 декабря того же года. В первом из этих писем патриарх Иоанн выражал свою собственную веру согласно канонам четырёх Вселенских соборов, сообщал, что имя папы Льва будет включено в диптихи, как и имя Гормизда. Далее Иоанн выражал надежду, что в результате совместных усилий истинная вера будет восстановлена и просил папу прислать своих легатов в Константинополь. В письме императора Юстина сообщается о проведённом недавно в Константинополе соборе и также содержится просьба о присылке папского посольства. Третье письмо, написанное Юстинианом, сообщает, что Гратусу дана также инструкция посетить короля Теодориха в Равенне. В отличие от патриарха и императора, Юстиниан просит папу, по возможности, прибыть в Константинополь лично и как можно скорее.
Поскольку первое, августовское, письмо Юстина не содержало конкретных предложений, ответ на него Гормизда, датируемый октябрём 518 года, также содержит лишь ответные любезности. Получив в декабре следующие письма и посовещавшись с епископами, Гормизд принял решение об отправке посольства с теми же условиями, которые были выдвинуты тремя годами ранее, сводящимися к подписанию либеллуса. Гратус, которому было поручено доставить два письма Гормизда — Юстину и Иоанну, покинул Рим раньше папских послов. Письмо императору содержит только выражение удовлетворения от начавшегося переговорного процесса. В письме к патриарху Гормизд напоминает о необходимости осуждения Акакия и сообщает, что к письмо приложен специальный меморандум, который должен быть подписан Иоанном и отправлен в Рим. Возможно, папа ответил и на письмо Юстиниана, однако такой документ не сохранился.
Легаты, возглавляемые епископами Германом Капуанским и Иоанном, отправились в путь в середине или конце января 519 года. Им были выданы восемь писем, одно из которых должно было быть вручено преторианскому префекту Иллирии, а остальные распространены в Константинополе среди влиятельных в столице лиц с целью получения дополнительной поддержки миссии, а также секретные инструкции, в целом соответствующие инструкциям предыдущих посольств. Путь папских послов по Эгнатиевой дороге довольно хорошо известен по письмам, которые они отправляли по ходу следования. С самого начала их миссии сопутствовал успех — в Авлоне местный епископ тепло принял легатов и изъявил желание подписать либеллус, в Скампах торжественная церемония оглашения либеллуса прошла в присутствии духовенства и знатных горожан и в Лихнидосе. По мнению церковного историка В. В. Болотова, всё это вызывало неудовольствие местных жителей, а сами церемонии «отдавали фарисейством». В Фессалониках епископ Дорофей, который ещё в 515 году активно выступал против либеллуса и на этот раз не согласился принять данную формулу, отложив это до собора местных епископов, назначенного после Пасхи.
От Фессалоник послы проследовали к Константинополю и были встречены в десяти милях от столицы 24 марта 519 года, в Вербное воскресенье, представительной делегацией, включавшей Виталиана, Юстиниана и Помпея, племянника покойного императора Анастасия. Вместе с процессией ликующих горожан, несущих зажжённые свечи, послы вступили в столицу. Уже 26 марта их почтительно принял император в присутствии сената и епископов. На предложение встретиться с патриархом легаты ответили отказом, сославшись на то, что Гормизд запретил им участвовать в диспутах, а только добиваться подписания либеллуса. Весь следующий день, согласно Liber Pontificalis, патриарх совещался в Соборе Святой Софии в присутствии сената, Юстина и легатов через переводчика, дьякона Диоскора, не являвшегося формально членом посольства, пытаясь добиться смягчения формулировок. Под давлением императора патриарху Иоанну пришлось согласиться на все требования Гормизда. 28 марта состоялась («омерзительная», согласно Болотову) церемония подписания либеллуса. Имена патриарха Акакия, его четырёх преемников, императоров Зенона и Анастасия были вычеркнуты из диптихов, хотя этого Гормизд и не требовал. Патриарху Иоанну было разрешено только добавить фразу, в которой заявил, «что кафедра апостола Петра и кафедра здешнего имперского города едины», указывая тем самым на тождественность и равенство обеих кафедр в том смысле, в каком это определено 28-м халкидонским правилом, то есть как церквей первой и второй столиц единой Империи. Впоследствии это добавление приобрело очень большое значение, когда обострился вопрос о главенстве в христианском мире. Документ о восстановлении церковного мира, составленный на греческом и латыни, был отправлен Рим.

## Последствия

### Реакция папы
Сохранились письма членов папской делегации, в которых они сообщали, что несмотря на трудную борьбу цель достигнута и, как писал в письме от 22 апреля 519 года Диоскор, не в его силах описать радость охватившую народ после восстановления единения. Этим же днём датируется и множество других писем папе — от Юстина, сообщающего о том, что либеллус был подписан патриархом без выражения несогласия, краткое послание от Юстиниана, в котором тот просил папу молиться за императора и империю. Письмо патриарха Иоанна интересно с точки зрения становления идеи цезаропапизма; в нём полностью игнорируется роль папы в восстановлении церковного единства, которое становится, с точки зрения патриарха, следствием мудрости императора. Также свои письма отправили влиятельные придворные, в том числе Помпей и Аникия Юлиана, однако они не представляют особого интереса. Эти письма достаточно определённо показывают, что если Гормизд ставил своей целью добиться в результате объединительной активности политического влияния на Востоке, то ему это не удалось.
Все письма были доставлены в Рим 19 июня 519 года, став первыми известиями, полученными Гормиздом о ходе миссии. Как оказалось, отправившиеся легатами во время их путешествия письма к адресату не попали, что, возможно было связано с желанием византийских властей предотвратить вмешательство папы в ход переговоров. Такая неопределённость привела папу в сильное беспокойство. Известны три его письма, отправленных императору и другим лицам: одно от 25 апреля и два от 29 апреля; в них Гормизд требует как можно скорее информировать его об успехах посольства.
Получив, наконец, адресованные себе письма, Гормизд немедленно на все из них ответил, выразив намерение развить свои успехи, интересуясь у императора возможностью принятия либеллуса в Александрии и Антиохии.
После примирительной церемонии легаты оставались в Константинополе ещё больше года, до 10 июля 520 года, наблюдая за тем, как несмотря на декларируемое императором желание жить в согласии с Апостольским престолом, Юстин, поддерживаемый и направляемый своим племянником стремится проводить собственную политику, не зависящую ни от папы, ни от патриарха.

### Возникновение недовольства
Среди многих сторонников Халкидонского собора, в целом готовых подписать либеллус, требование анафематствовать преемников Акакия, а именно восстановленных в диптихах на Константинопольском синоде 518 года Евфимия и Македония, вызывало отторжение. Действительно, ни один из не давал оснований заподозрить себя в монофизитстве. Первый из них был низложен Анастасием в 496 году за приверженность к Халкидонскому собору, а второй в 511 году был низложен за отказ этот собор анафематствовать. Оба они умерли в изгнании и их вина в глазах Гормизда состояла только в том, что они не исключили Акакия несмотря на осуждение последнего папой Феликсом II в 484 году.
Хотя под давлением императорского двора, желавшего добиться мира любой ценой, патриарх Иоанн согласился на исключение Евфимия и Македония, эта победа Рима оказалась недолговечной. Занявший после смерти Иоанна в 520 году патриарший престол Епифаний (520—535) восстановил покойных патриархов в диптихах, что было с удовлетворением воспринято на Востоке, где Евфимий всегда почитался как защитник православия, а Македоний был причислен к лику святых. Более того, и сам Акакий в агиографических источниках не только не рассматривается как «еретик», но именуется «блаженным» за свою защиту халкидонского догмата.
Среди противников собора недовольство проявлялось сильнее. Так, в Эфесе произошли беспорядки, во время которых звучали нападки и оскорбления Халкидонскому собору. Местный епископ Феозебий был вызван для подписания либеллуса. Испросив три дня отсрочки он провёл это время в молитвах, а на третий день был найден мёртвым. В письме от 19 января 520 года император Юстин сообщал папе, что из ряда восточных провинций ему были присланы собственные интерпретации проблем троичности с выражением намерения твёрдо их придерживаться. Также в этот день папе письмо написал и патриарх Иоанн, в которой данный вопрос анализировался более тщательно. Ещё несколько дней спустя патриарх написал новое письмо, в котором сообщал, что возникшие проблемы серьёзны и требуют мягкого и верного разрешения.
Одной из мер, призванной уменьшить недовольство, стало разрешение Гормиздом в марте 521 года патриарху Епифанию действовать в этом деле от имени папы, самостоятельно собирая подписи и отсылая их в Рим.

### События в Фессалониках
Одним из ярких проявлений недовольства, возникавшего в провинциях усилиями по насаждению либеллуса, стали события в Фессалониках в 519 году. Летом этого года в Македонии прошёл собор, на котором комит Ликиний выступал за воссоединение, а спустя непродолжительное время он был назначен представителем гражданской власти в городе. Епископ Иоанн, один из папских легатов, был послан в сентябре или октябре для получению подписи епископа Дорофея, до этого уже несколько раз отказавшегося войти в согласие с Римом. Дорофей, и в этот раз не имевший такого желания, за две недели до прибытия легата созвал собор, на котором было решено прекратить в окрестностях Фессалоник богослужения. Эта, достаточно не обычная в то время мера, произвела сильное впечатление на население, которое было усилено распространившимися слухами о неизбежности гонений за веру. Было объявлено, что если у кого-то есть некрещёные младенцы, чтобы их срочно крестили. В результате Дорофею единовременно пришлось окрестить 2000 младенцев; люди запасались Святыми Дарами, корзинами раздававшимися в кафедральной церкви. Народ ожидал, кто же будет гонителем.

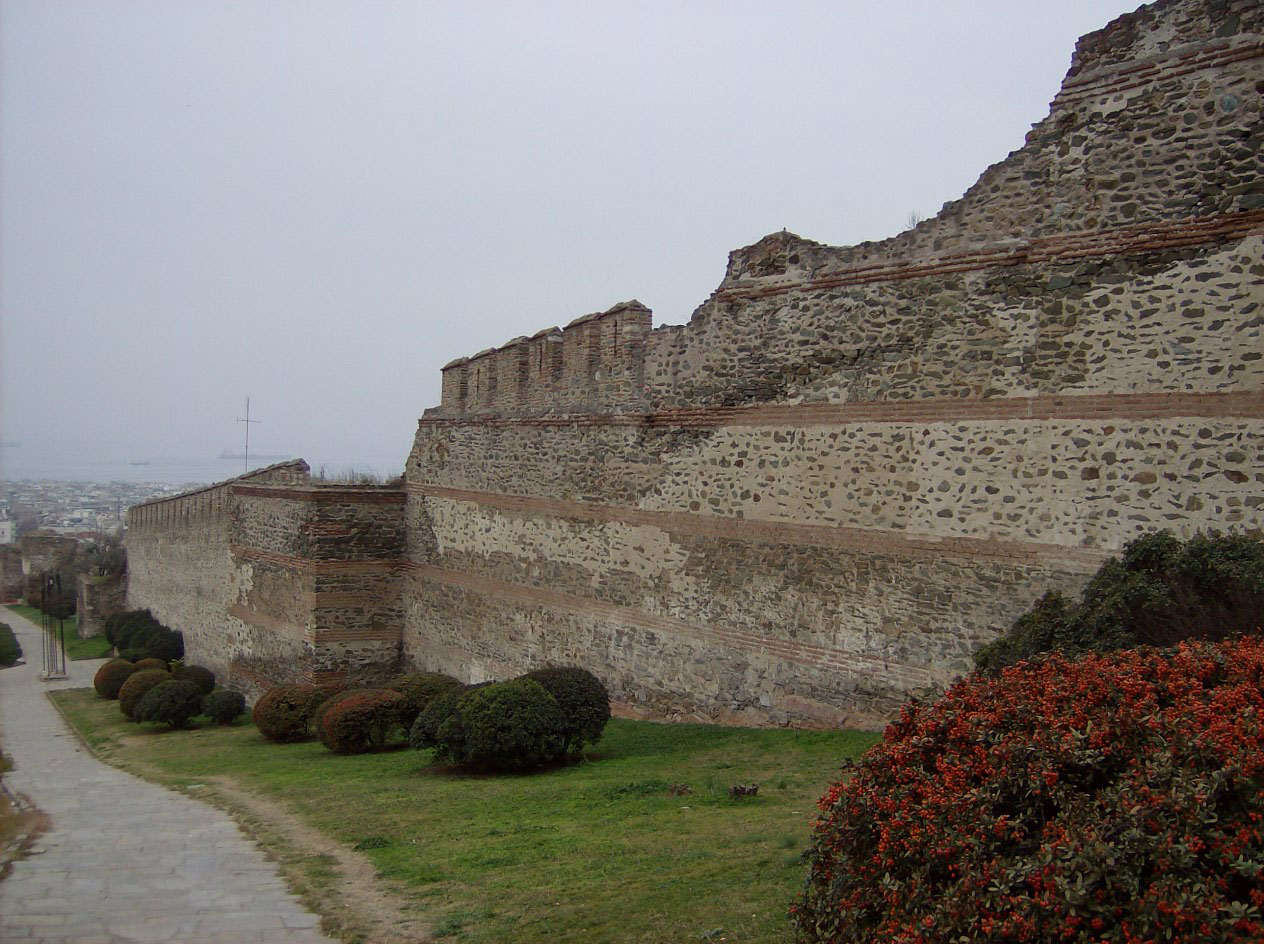
Стены Фессалоник времён Византии

Прибытие в Фессалоники Ликиния и Иоанна, которые объявили, что каждый желающий воссоединиться с Римом должен подписать либеллус внесло ясность в этот вопрос. Нежелание посланцев внести в формулу желаемые Дорофеем изменения привели к волнениям, в ходе которых местный житель, у которого остановились Ликиний и Иоанн, был убит, а самому Иоанну пробили голову. Послы были вынуждены покинуть город, а после предупреждения Ликиния о том, что за эти волнения жители будут наказаны императором, последовал новый взрыв крещений.
Легаты и папа требовали, чтобы Дорофей был низложен и отправлен для суда в Рим. Жителей города они называли еретиками, ставя им в вину массовые раздачи Даров и многотысячные крещения. Император решил не удовлетворять эти требования. В своих письмах Гормизду от 19 января 520 года легаты сообщали папе, что на состоявшемся Гераклее суде Дорофей был оправдан. В августе Дорофей направил Гормизду письмо, в котором епископ отрицал свою вину в произошедших событиях и уважительно высказывался о папе. Ответ Гормизда был холоден и в дальнейшем он также настаивал на своём праве судить фессалоникийское дело, которое, впрочем, дальнейшего продолжения не имело. После смерти Дорофея и его преемника Аристида (также активного участника описанных событий) оба были названы «святейшими архиепископами».

### События в Сирии
Деятельность Юстина I (518—527), а затем Юстиниана I (527—565) по принуждению к принятию либеллуса привела к углублению раскола между халкидонитами и не-халкидонитами. Монофизитские хроники связывают царствование Юстина с началом гонений и перечисляют многочисленных не-халкидонитских епископов, изгнанных со своих кафедр. Этот процесс, деятельным участником которого в Антиохийском патриархате был назначенный в 518 году патриархом Павел Иудей, продолжался до 522 года. Хотя некоторые источники, в особенности Иоанн Эфесский, характеризуют преследования как жестокие, современные исследователи склонны считать, что Юстин, как и его предшественники, проводил достаточно осторожную политику, учитывающую политические реалии в восточных провинциях. Тем не менее, конечным результатом необходимости выбора — или принятие либеллуса или изгнание — стало объединение миафизитов, до того не имевших собственной церковной организации, возникновение у них своей иерархии и появление Сирийской православной церкви.
В 532—533 годах изгнанные епископы получили возможность объяснить Юстиниану, решившему устроить диспут между халкидонитскими и не-халкидонитскими епископами, причину, по которой они покинули свои епархии: «Новая напасть постигла церковь и это причина нашего ухода: либеллий был дан нам всем, чтобы мы его подписали, (либеллий) в котором мы должны были анафематствовать самих себя и наших отцов — и почти весь мир. Чтобы анафематствовать Петра, епископа Антиохии, и всех кто оставался в общении с ним, и Акакия Константинопольского, и Петра Антиохийского, и всех кто был с ними в общении, (это) не что иное, как анафематствование самих себя и всего под небом».

### Комментарии
1. ↑  Несмотря на то, что мнение о наличии у Юстиниана богословского образования широко распространено, известные источники ничего о его образовании не сообщают[35].
2. ↑  В дальнейшем Гормизд, высоко оценив роль Диоскора в переговорах, в своих последующих письмах к императору Юстину просил назначить диакона патриархом Александрии, если этот пост станет вакантным, однако по этому вопросу сторонам договориться не удалось.

### Сноски
1. ↑  Задворный, 2011, с. 86.
2. ↑  Лурье, 2006, с. 144.
3. ↑  Guenther, 1898, p. 520.
4. ↑  Denny, 1912, p. 384.
5. ↑  Kirsch, 1913.
6. ↑  Задворный, 2011, с. 87.
7. ↑  Thiel, 1858, pp. 754-755.
8. ↑  Amann, 1922, pp. 387-389.
9. ↑  Menze, 2008, pp. 68-69.
10. ↑  Richards, 1979, p. 62.
11. ↑  Menze, 2008, pp. 69-70.
12. ↑  Болотов, 1913, с. 301-302.
13. ↑  Menze, 2008, pp. 70-71.
14. ↑  Evans, 2004, p. 246.
15. 1 2 3  Smith, Wace, 1882, p. 157.
16. ↑  Langen, 1885, p. 264.
17. ↑  Menze, 2008, p. 9.
18. ↑  Gillett, 2003, p. 227.
19. 1 2  Butler, 1812, p. 220.
20. ↑  Thiel, 1858, p. 748.
21. ↑  Gillett, 2003, p. 228.
22. ↑  Grillmeier, 1996, p. 41.
23. ↑  Gillett, 2003, pp. 228-230.
24. ↑  Vasiliev, 1950, pp. 172-173.
25. ↑  Cormenin de Lahaye, 1846, pp. 101-102.
26. ↑  Грацианский, 2011
27. ↑  Smith, Wace, 1882, p. 385.
28. ↑  Ruscu, 2009.
29. ↑  Cormenin de Lahaye, 1846, p. 102.
30. ↑  Langen, 1885, p. 265.
31. ↑  Liber Pontificalis, 1916, pp. 124-126.
32. ↑  Vasiliev, 1950, p. 160.
33. ↑  Vasiliev, 1950, pp. 132-134.
34. ↑  Геростергиос, 2010, с. 29-39.
35. ↑  Menze, 2008, p. 40.
36. ↑  Vasiliev, 1950, pp. 135.
37. ↑  Геростергиос, 2010, с. 145.
38. ↑  Vasiliev, 1950, pp. 135-136.
39. ↑  Vasiliev, 1950, pp. 136-144.
40. ↑  Болотов, 1918, с. 360-361.
41. ↑  Vasiliev, 1950, pp. 147.
42. 1 2  Болотов, 1918, с. 361.
43. ↑  Vasiliev, 1950, pp. 148.
44. ↑  Vasiliev, 1950, pp. 148-149.
45. ↑  Vasiliev, 1950, pp. 149-158.
46. ↑  Vasiliev, 1950, pp. 159-160.
47. ↑  Vasiliev, 1950, p. 162.
48. ↑  Vasiliev, 1950, pp. 162-164.
49. ↑  Vasiliev, 1950, pp. 164-165.
50. ↑  Vasiliev, 1950, pp. 168-170.
51. ↑  Vasiliev, 1950, p. 170.
52. ↑  Болотов, 1918, с. 362.
53. ↑  Vasiliev, 1950, pp. 173-175.
54. ↑  Liber Pontificalis, 1916, pp. 128-129.
55. ↑  Болотов, 1918, с. 363.
56. ↑  Vasiliev, 1950, pp. 175-177.
57. ↑  Menze, 2008, p. 86.
58. 1 2  Мейендорф, 2000, VII.1.
59. ↑  Vasiliev, 1950, pp. 177.
60. ↑  Vasiliev, 1950, pp. 178-180.
61. ↑  Vasiliev, 1950, pp. 180-182.
62. ↑  Vasiliev, 1950, p. 183.
63. ↑  Vasiliev, 1950, pp. 183-184.
64. ↑  Denny, 1912, p. 409.
65. ↑  Denny, 1912, p. 410.
66. ↑  Vasiliev, 1950, pp. 184-185.
67. ↑  Menze, 2008, p. 88.
68. ↑  Болотов, 1918, с. 364-365.
69. ↑  Richards, 1979, p. 106.
70. ↑  Vasiliev, 1950, pp. 185-187.
71. ↑  Menze, 2008, pp. 17-18.
72. ↑  Menze, 2008, p. 58.
73. ↑  Menze, 2008, p. 67.